# Audi RS7
L'Audi RS7 est une automobile de la marque Audi, produite en deux versions successives.

## Audi RS7 I (2013-2018)
Elle se place en concurrence directe avec la [[BMW M6#M6 (BMW F12|F06, F12 et F13) de 2012 à 2018|BMW M6 Gran Coupé]] et la Mercedes-Benz CLS 63 AMG.

### Design
Elle se distingue de l'A7 par la panoplie habituelle des RS (double sorties d'échappement, rétroviseurs argentés, diffuseur, jantes, etc.).
C'est un style rétro, coupé à quatre portes de luxe de la performance inspirée par la Chevrolet Impala SS des années 1990.

### Présentation
Elle est équipée du même moteur que la RS6 à savoir un V8 TFSI délivrant 560 ch à 5 700 tr/min et un couple 700 N m dès 1 750 tr/min. Le moteur d'une cylindrée de 3 993 cm3 est partagé avec l'Audi S6 et S7 dans une configuration de 420 ch, 520 ch pour S8 et 507 ch pour la Bentley Continental GT V8.
L'Audi RS7 monte de 0  à   100 km/h en 3,9 secondes.
Sa vitesse maximale est bridée à 250 km/h mais peut aller jusqu'à 280 km/h avec le pack dynamique et 305 km/h avec le pack dynamique plus comme sur la RS6.

### RS7 Performance
En 2015 sort une version Performance. Tout comme la RS6, elle est boostée à 605 ch à 6 100 tr/min et 750 nm dès 2 500 tr/min par une augmentation de la pression turbo de 1.2 à 1.4 bars. Cette version passe de 0 à 100 km/h en 3,7 secondes et sa vitesse maximum est fixée à 305 km/h

### Technologies
Ce moteur est équipé d'un système de coupure des cylindres : à rythme peu élevé, il ne fonctionne que sur quatre cylindres.

## Audi RS7 II (2019-)

### Présentation
En septembre 2019, Audi officialise la nouvelle RS7. Elle reprend le moteur de la RS6. Le V8TFSI d'origine Porsche délivre ici une puissance de 600 chevaux. Il est aidé d'une micro-hybridation de type 48 volts. La puissance est transmise aux quatre roues via la transmission Quattro. Elle est équipée d'une boîte de vitesses à 8 rapports (Tiptronic).
L'intérieur reprend les deux écrans de la nouvelle A8 ainsi que des compteurs numériques spécifiques.

### Concurrence
Cette nouvelle RS7 rentrera en concurrence avec la M8 Competition mais également l'AMG GT 4 portes 63-S.

### RS7 Performance
Une version Performance, dont le moteur est poussé à 630 chevaux, est présentée en novembre 2022. Ses turbocompresseurs sont plus grands que ceux de la RS7 classique, tandis que la pression de suralimentation est passée de 2,4 à 2,6 bars. Par ailleurs, l'isolation allégée entre le compartiment moteur, l'habitacle et l'arrière du break sportif permettent à la RS7 de perdre 8 kg tout en faisant davantage entendre le V8 pour les occupants du véhicule. La RS7 Performance est par ailleurs équipé d'un différentiel central autobloquant mécanique, qui a pour vocation de rendre la conduite plus précise.

Les jantes aluminium de 21 pouces sont proposées de série, tandis que des jantes de 22 pouces sont optionnelles (jantes légères ou en fonte d'aluminium). En outre, le pack Dynamic RS est offert (vitesse maximale portée à 280 km/h, direction intégrale dynamique, différentiel quattro Sport). Un pack Dynamic RS est également proposé en option, avec une vitesse maximale à 305 km/h, un système de freinage céramique RS ou encore des étriers en gris, rouge ou bleu.

## Culture populaire
La RS7 est présente dans différents films et jeux vidéo, à savoir:
Film:
- The Grey Man, (2022)
- Hitman: Agent 47, (2015)

Jeux vidéo:
- Forza Motorsport 5, (2013)
- Forza Horizon 2, (2014)
- Nitro Nation, (2014)
- Forza Motorsport 6, (2015)
- Forza Horizon 4, (2018)
- Forza Horizon 5, (2021)